# Земледелие (система минирования)
«Земледелие» — российская инженерная система дистанционного минирования (ИСДМ). Предназначена для оперативного создания минных полей на особо опасных направлениях.

## Общие сведения

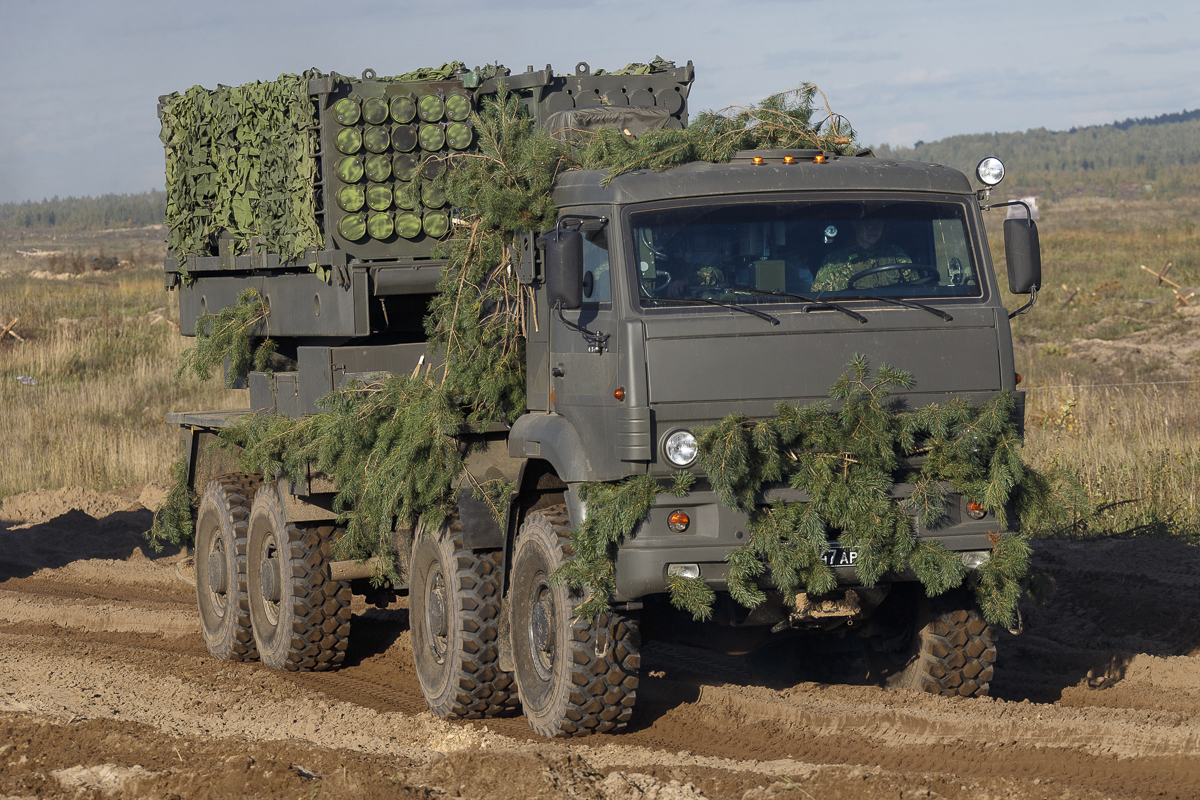
Инженерный разведывательно-огневой комплекс «Земледелие» на марше

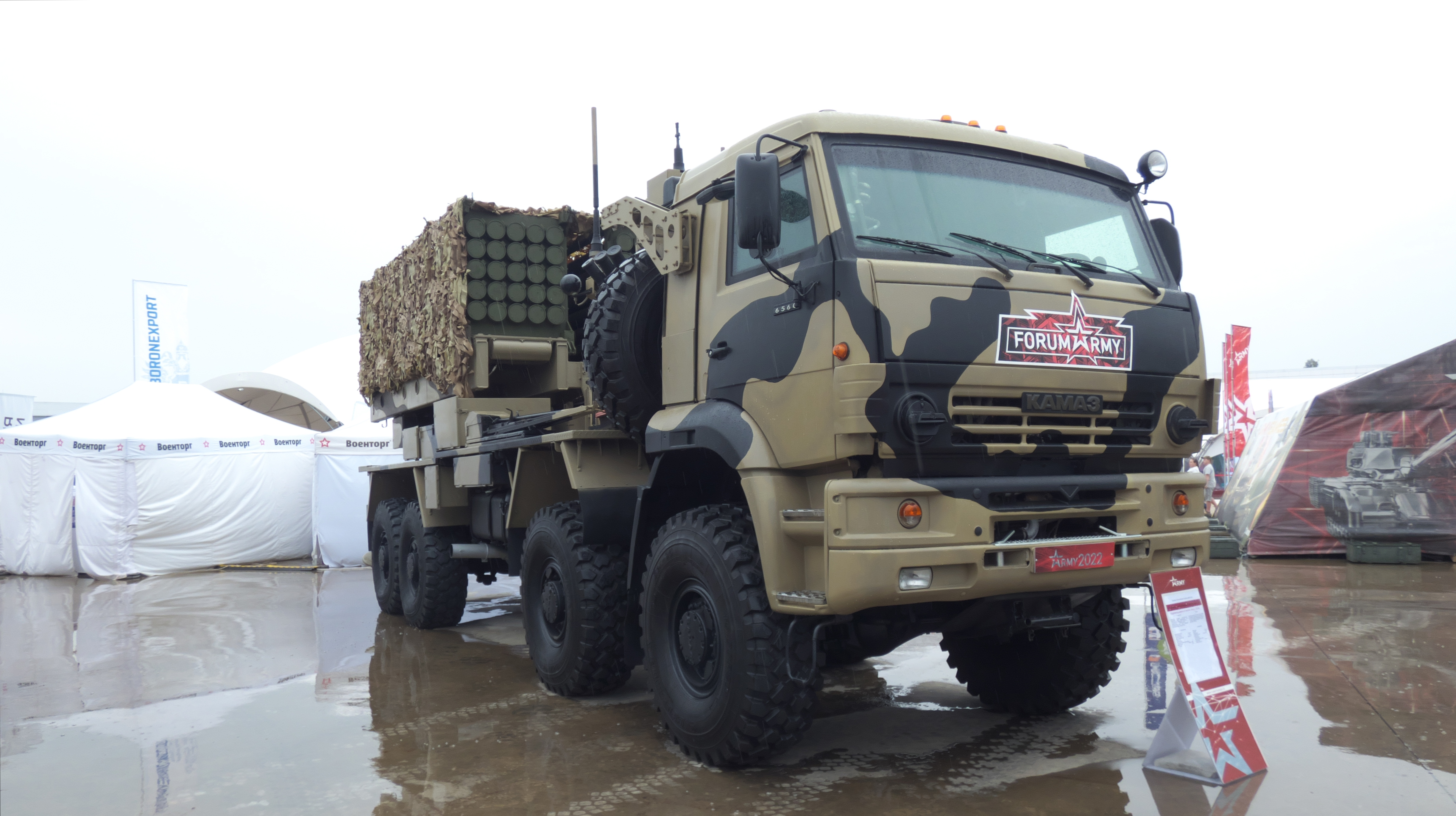
Инженерный разведывательно-огневой комплекс «Земледелие» на выставке «Армия 2022»

Разработчик системы — НПО «СПЛАВ» им. А. Н. Ганичева, входящее в контур управления холдинга «Технодинамика» — управляющей организации АО «НПК „Техмаш“».
Впервые система была продемонстрирована 24 июня 2020 года в Москве, в составе парада в честь 75-летия Победы в Великой Отечественной войне.
Система предназначена для оперативного создания минных полей на особо опасных направлениях на расстоянии от 5 до 15 км — она выстреливает реактивные снаряды, которые обеспечивают установку мин в заданном районе. Возможна укладка минных полей любой сложности, в том числе с проходами для своих войск.
В конце 2020 года были завершены предварительные испытания данной системы.
Внешне система напоминает РСЗО «Град» и «Торнадо-Г» и так же, как и они, использует боеприпасы калибра 122 мм, но для минирования используются боеприпасы с двигателем на твёрдом топливе, начинённые различными типами мин.
Состав комплекса: боевая машина на восьмиколёсном бронированном шасси КамАЗ, транспортно-заряжающая машина и транспортно-пусковые контейнеры с инженерными боеприпасами.
Боевая машина имеет по два блока на 25 ракет каждый, она оснащена спутниковой навигационной системой, компьютером и метеостанцией, что позволяет вносить коррективы и учитывать влияние погоды на полёт ракет.
Контейнер с минами несёт более 7000 мин, в одном контейнере 25 мин.
Количество контейнеров 50, 2 блока на каждый контейнер по 25 мин.
В соответствии со вторым протоколом Женевской конвенции каждая мина оборудована программируемыми самоликвидаторами. Это гарантирует, что минные поля не будут вечными, а дезактивируются спустя определённое время без участия человека.